# Stazione di Sant'Eufemia di Brisighella
La stazione di Sant'Eufemia di Brisighella era una fermata ferroviaria posta sulla ferrovia Faentina, a servizio dell'omonima località del comune di Brisighella.

## Storia
La fermata di Sant'Eufemia di Brisighella venne attivata il 26 giugno 1938; venne soppressa il 29 luglio 2012.

## Strutture e impianti
La fermata era posta direttamente sulla ex strada statale 302 Brisighellese Ravennate, presso un passaggio a livello.
Era costituita da un semplice fabbricato viaggiatori ad un livello, con parcheggio sull'altro lato della ferrovia.
Per l'esiguità d'utilizzo, per la pericolosità dell'ubicazione e per l'allungamento dei tempi di chiusura del passaggio a livello, dovuta alla presenza del treno sulla sede mista, la fermata è stata disabilitata; l'immobile, attualmente, è adibito ad abitazione privata.